# Vochol

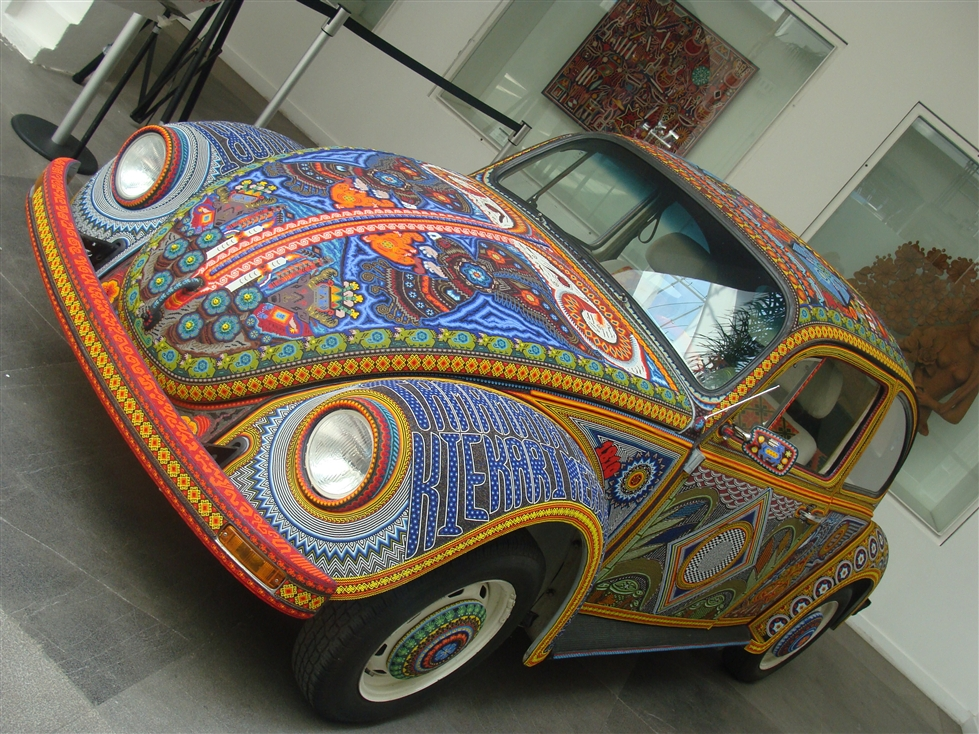
El Vochol

El Vochol és un Volkswagen Sedán que va ser decorat amb art huichol. El nom és una combinació del terme popular "Vocho", com són nomenats els Sedan a Mèxic, i de huichol, el nom més usual per als indígenes wirarriques. El projecte va ser patrocinat per agències associades al Museu d'Art Popular de la Ciutat de Mèxic, els estats de Jalisco i Nayarit, i altres organitzacions públiques i privades.
El cotxe va ser cobert amb 2 milions 277.000 chaquires per vuit artesans huicholes de dues famílies, amb un disseny exclusiu basat en els dissenys de l'art huichol. El treball va ser acabat a finals de 2010 i el vehicle està programat per ser subhastat a la tardor de 2011, amb la finalitat de donar suport a organitzacions dedicades a donar suport a artesans mexicans.